# Baron Norwich
Baron Norwich war ein erblicher britischer Adelstitel in der Peerage of England.

## Verleihung
Der Titel wurde am 25. Februar 1342 als Barony by writ von König Eduard III. für den Militär John de Norwich geschaffen, indem dieser durch Writ of Summons ins königliche Parlament berufen wurde.
Mit dem Titel war auch das Recht verbunden seinen Familiensitz in Mettingham, Suffolk, zu befestigen, woraufhin er ihn zu einer kleinen steinernen Burg, dem späteren Mettingham Castle, ausbaute.
Sein Sohn Walter de Norwich starb vor ihm im Jahr 1360, so dass sein Enkel John de Norwich 1362 seinen Titel als 2. Baron erbte. Der Titel erlosch bei dessen Tod im Jahr 1374.

## Liste der Barone Norwich (1342)
- John de Norwich, 1. Baron Norwich (vor 1298–1362)
- John de Norwich, 2. Baron Norwich (um 1348–1374)